# Ambición
Ambición é uma telenovela mexicana produzida por Valentín Pimstein para a Televisa e exibida pelo El Canal de las Estrellas entre 28 de março e 8 de agosto de 1980.
Foi uma mini telenovela semanal exibida nas sextas feiras às 17:30.
Foi protagonizada por Julieta Bracho e Rafael Baledón. 

## Elenco
- Julieta Bracho - Olga
- Rafael Baledón - Horacio
- Edith González - Charito[2].
- Raymundo Capetillo - Armando
- Erika Buenfil - Iris
- Beatriz Aguirre - Violeta